# Daniel Navarro
Daniel Navarro García (ur. 8 lipca 1983 w Gijón) – hiszpański kolarz szosowy, zawodnik grupy UCI Professional Continental Teams Cofidis.

## Najważniejsze osiągnięcia
2007
- 2. miejsce w klasyfikacji górskiej Tour de Suisse

2008
- 4. miejsce w Deutschland Tour
- 5. miejsce w Volta a Catalunya

2009
- 13. miejsce w Vuelta a España

2010
- 1. miejsce na 5. etapie Critérium du Dauphiné

2012
- 3. miejsce w Tour Méditerranéen
- 3. miejsce w Tour de l’Ain
  - 1. miejsce na 3. etapie

2013
- 1. miejsce w Vuelta a Murcia
- 5. miejsce w Critérium du Dauphiné
- 9. miejsce w Tour de France

2014
- 9. miejsce w Critérium du Dauphiné
- 10. miejsce w Vuelta a España
  - 1. miejsce na 13. etapie

2018
- 9. miejsce w Critérium du Dauphiné

## Starty w Wielkich Tourach
| Grand Tour | 2006 | 2007 | 2008 | 2009 | 2010 | 2011 | 2012 | 2013 | 2014 | 2015 | 2016 |
| ---------- | ---- | ---- | ---- | ---- | ---- | ---- | ---- | ---- | ---- | ---- | ---- |
| Giro       | 90.  | -    | -    | 30.  | -    | 43.  | -    | -    | -    | -    | -    |
| Tour       | -    | DSF  | -    | -    | 48.  | 63.  | -    | 9.   | DNF  | 66.  | DNF  |
| Vuelta     | -    | -    | -    | 13.  | -    | -    | 55.  | -    | 10.  | 30.  | -    |